# 恩施大峡谷

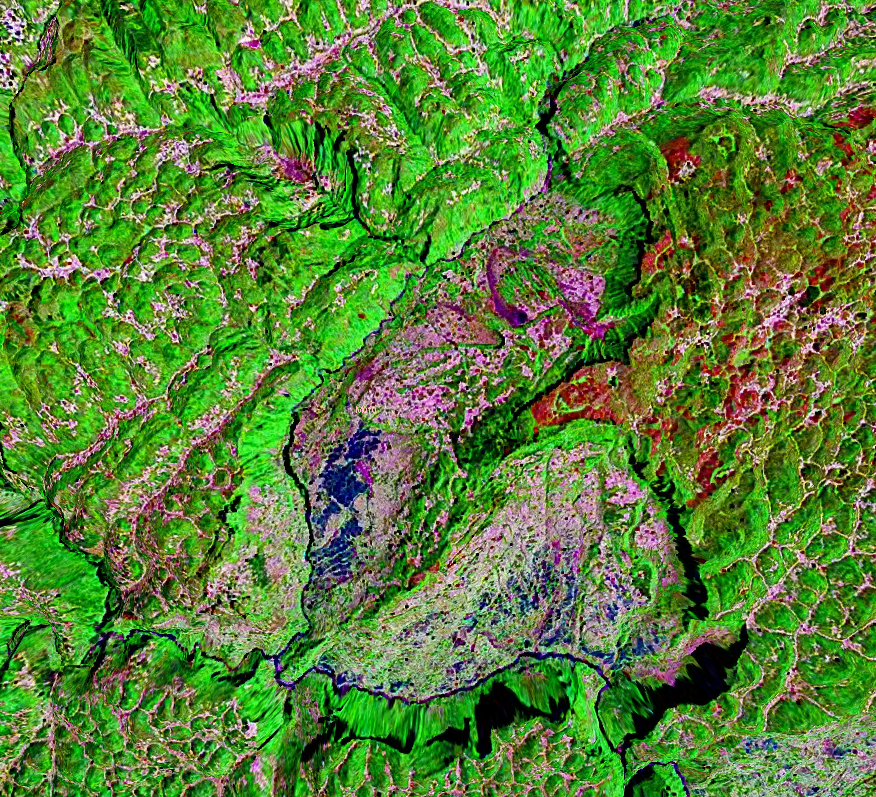
恩施大峡谷卫星影像。中部的凹陷是一个未确认的巨型天坑，下方的横向河流是清江，中部与其成“丁”字形的河流是其支流云龙河。

恩施大峡谷，又名沐抚大峡谷，位于湖北西部恩施市境内的清江流域，毗邻重庆天坑地缝，全长约35公里，地形非常复杂，在这里几乎能找到喀斯特地貌的各种形态，包括绝壁、峰柱、天坑、地缝、溶洞、天生桥、暗河、竖井、石林、峰丛、悬谷等，构成罕见的立体性溶岩地貌。峡谷内景色壮丽雄奇、神秘幽深。

## 成因
在距今2.3亿年的二叠纪和三叠纪时代，恩施大峡谷所在的鄂西南地区是一片海洋，属古扬子海，其中沉积了大量的的石灰岩。二叠纪末期，陆升海沉，形成扬子古陆。此后在燕山运动的影响下，不断上升、褶皱成山，在风霜雨雪和流水等的风化、剥蚀下，逐渐形成今日的喀斯特地貌。

## 地理环境
恩施大峡谷位于恩施大峡谷风景区管理处∷恩施市沐抚办事处（原沐抚乡，后合并到屯堡乡）境内，为了促进地区旅游业的快速发展，州市委，州市政府两级部门决定成立沐抚办事处，2008年12月10日，恩施市沐抚办事处正式挂牌成立，并使用恩施大峡谷风景区管理处、恩施市沐抚办事处两套牌子，恩施（沐抚）大峡谷迎来了新的发展契机。大峡谷的地形可以概括为“清江升白云、绝壁环峰丛、天桥连洞群、暗河接飞瀑、地缝配天坑”。

### 清江升白云
清江蜿蜒于大峡谷内，雨后经常在其上空形成一条狭窄曲折的云海，形似巨龙。

### 绝壁环峰丛
恩施大峡谷中绝壁与峰丛并存，面积广大，雄奇壮观，在喀斯特地形中非常罕见。且此处的绝壁除常见的单面绝壁、双面绝壁外，还有许多罕见的多面绝壁。最有名的绝壁有4个：大岩龛、大河碥、前山石壁和后山石壁。在沐抚大小龙门6平方公里的范围内，有200米以上的独峰30余座。

### 天桥连洞群
峡谷中有无数的天生桥和洞穴群，目前已发现的大小洞穴有200多个，与复杂的暗河一起，被英法探险家誉为“天下第一流的魔幻式的洞穴世界”。

### 地缝接飞瀑
板桥镇境内的云龙河地缝长约20公里，其中最窄处高差约70-100米，宽度仅有8-10米，且上下宽窄基本一致，断面呈U字形，两侧裸露的白色岩石如斧削般险峭竖直，这种形态在目前世界上已发现的地缝中独一无二。

### 暗河配天坑
峡谷内有复杂庞大的暗河体系，目前已发现的地下暗河总长度超过70公里。其中龙桥-天水暗河跨越恩施与重庆奉节的地表分水岭，长近50公里，经中法喀斯特洞穴科学探险队历时十余年的探查，确定其为目前世界上已知的最长暗河。在暗河之上，有108个形似新疆坎儿井的竖井。而以大峡谷为西界的椭圆形地块，本身即是一直径约4.5公里、深度1200米的巨型天坑。

## 旅游
目前已开发的自然景区主要由大河碥风光、前山绝壁、大中小龙门峰林、板桥洞群、龙桥暗河、云龙河地缝、后山独峰、雨龙山绝壁、朝东岩绝壁、铜盆水森林公园、屯堡清江河画廊等组成，以沐抚为集散中心。从恩施至沐抚可乘坐票价22元的城乡公交到达。

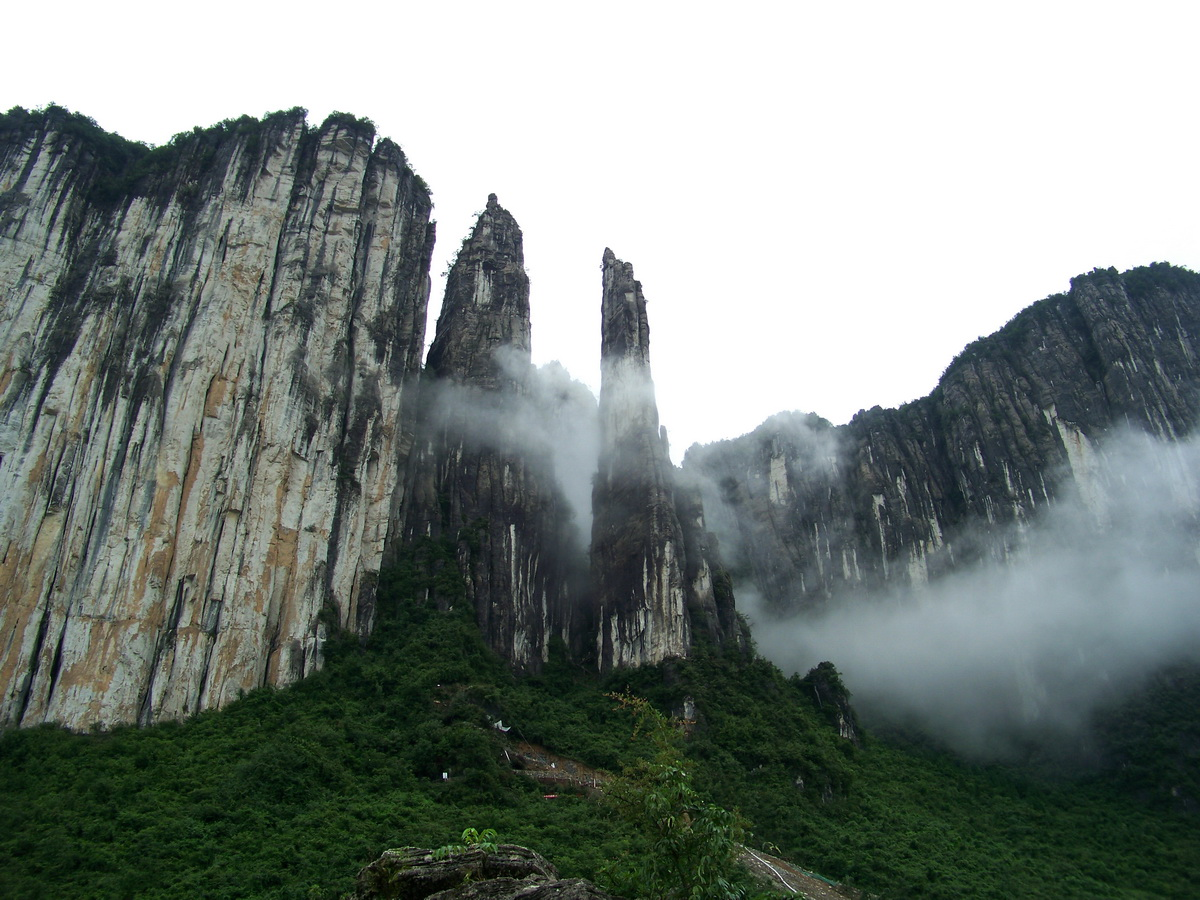
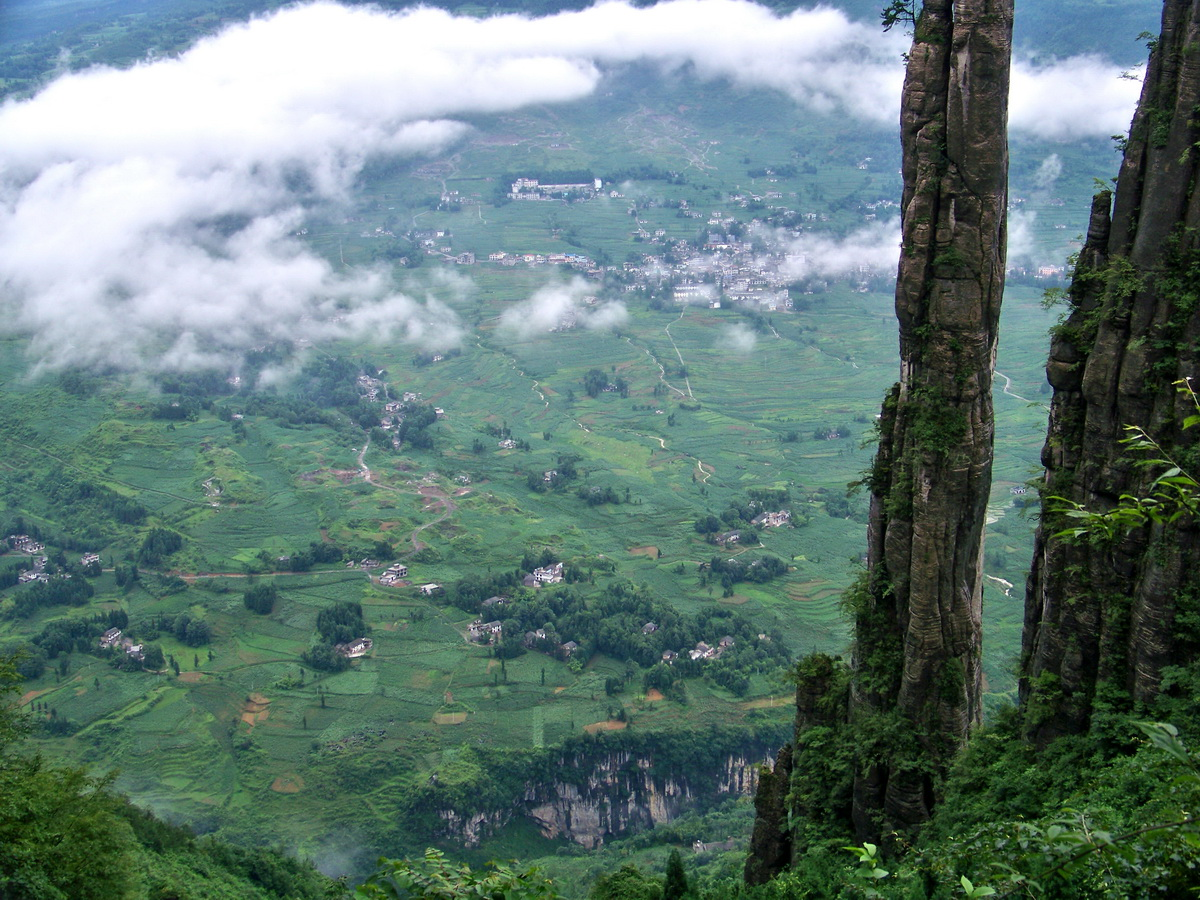
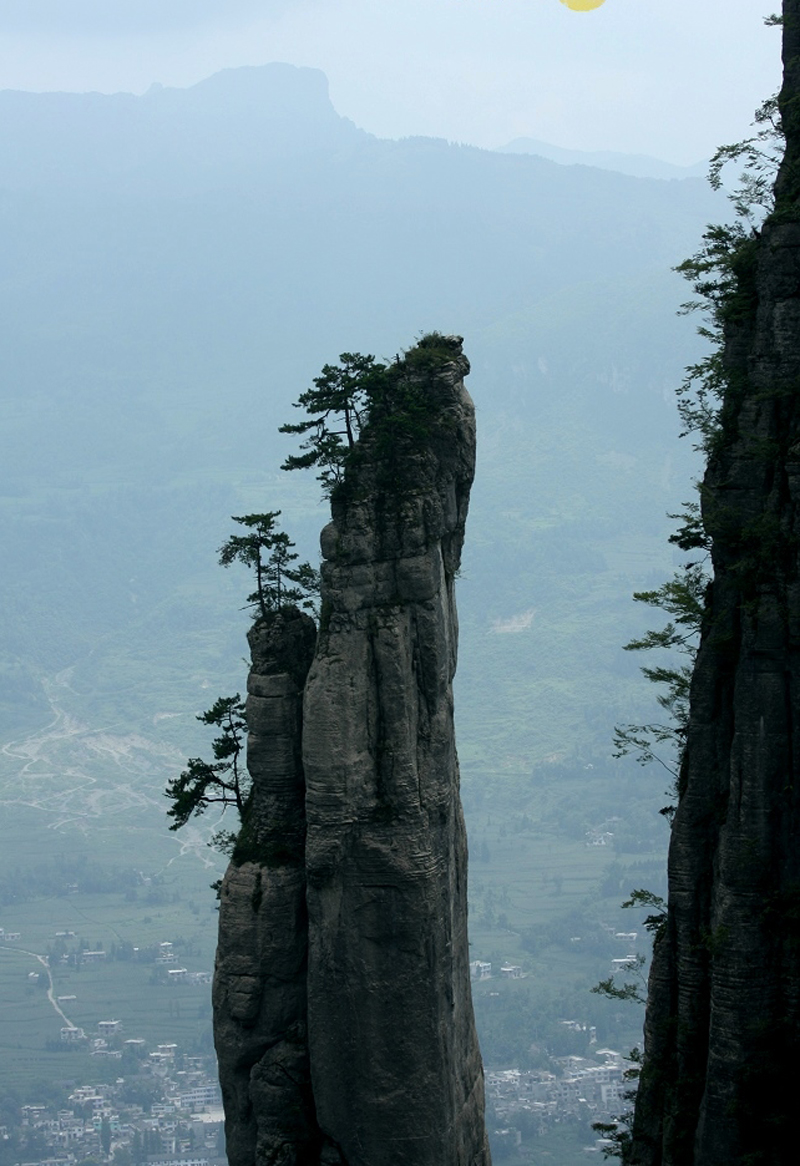
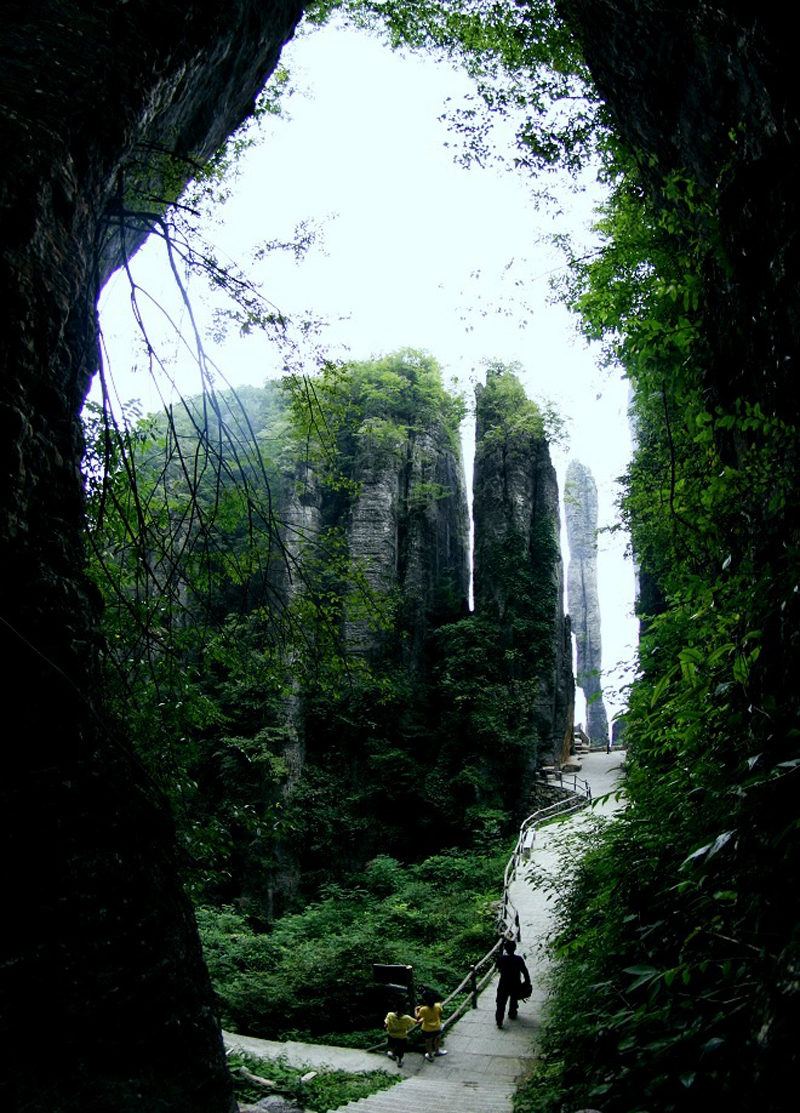
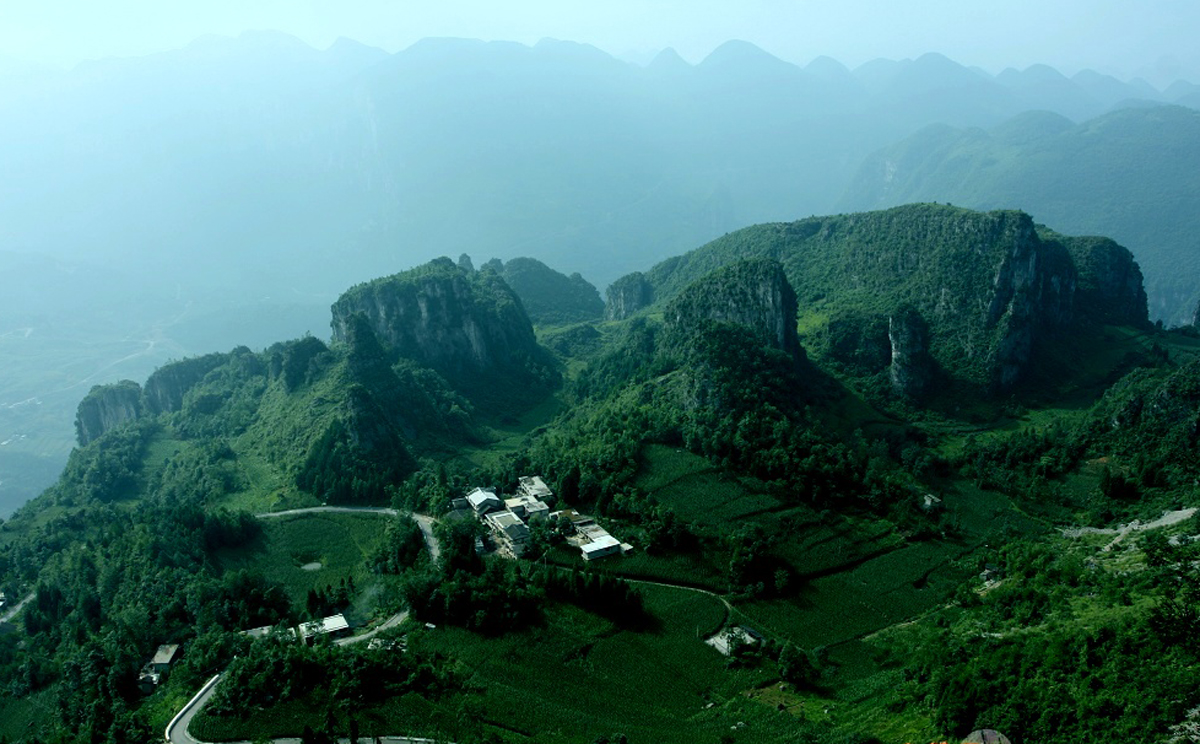
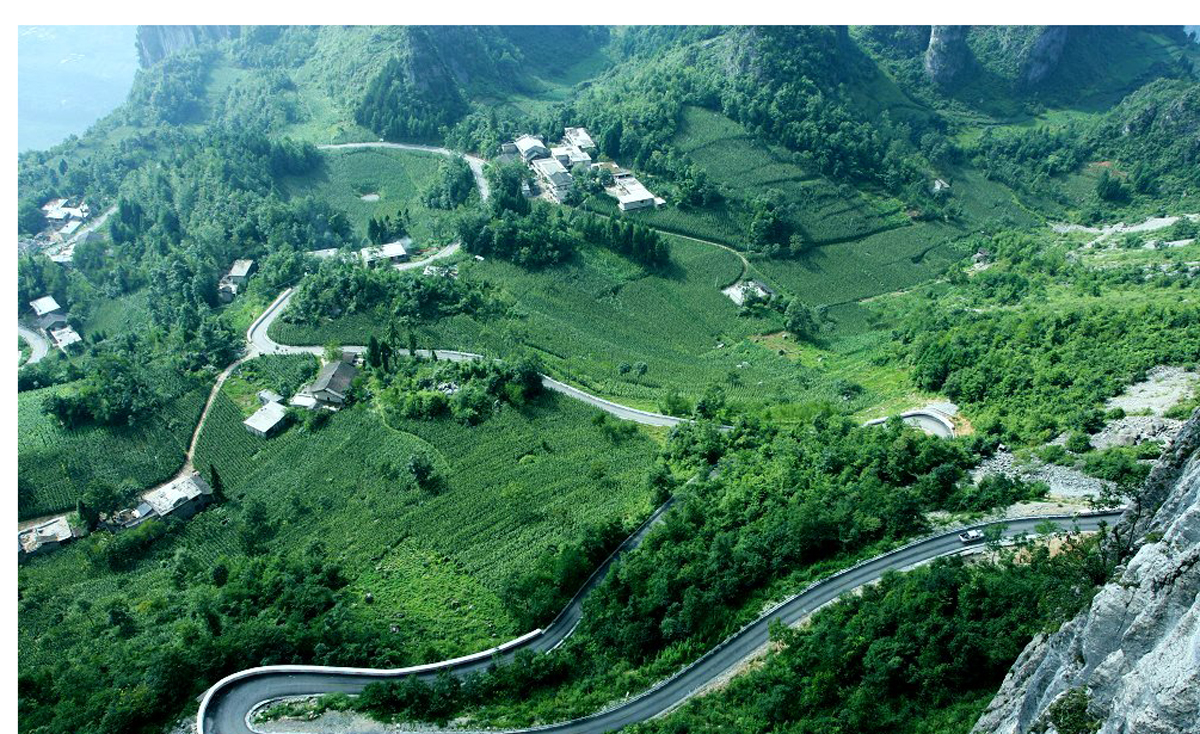
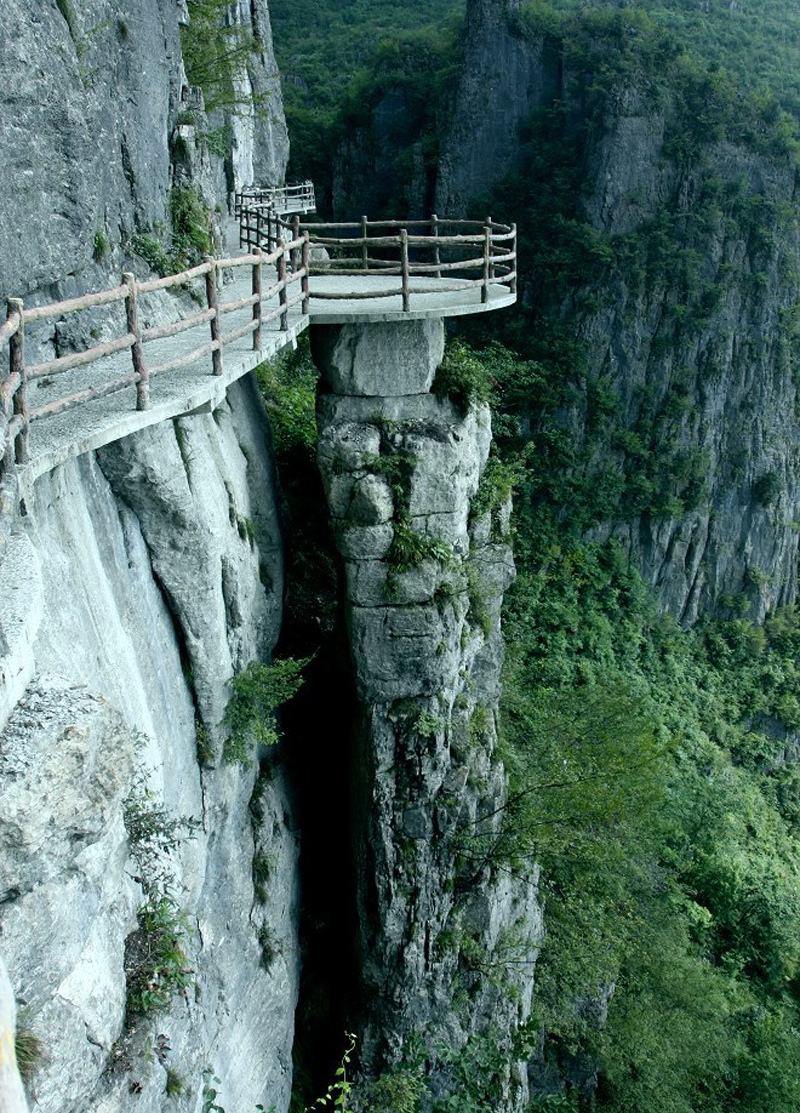
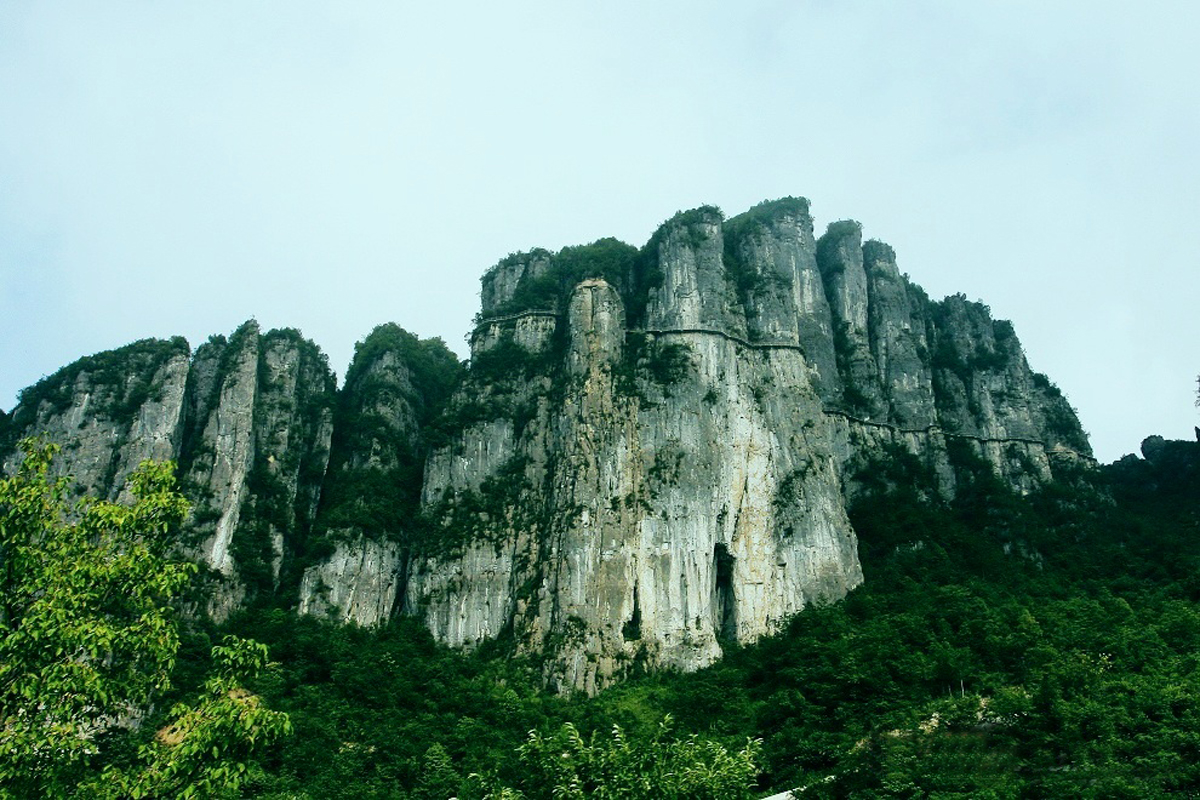

## 周边景点
- 梭布垭石林
- 天坑地缝
- 腾龙洞